# George Robert Gray
Pour les articles homonymes, voir George Grey (homonymie) et Gray.
George Robert Gray, né le 8 juillet 1808 et mort le 6 mai 1872, est un zoologiste et un écrivain britannique.

## Biographie
Il est le petit frère de John Edward Gray. Leur père est Samuel Frederick Gray (1766-1828), un pharmacologiste et un botaniste renommé à son époque.
Gray dirige le département d'ornithologie du British Museum de Londres durant 41 ans.
La plus importante publication de George Gray est Genera of Birds (1844-1849), illustré par David William Mitchell (1813-1859) et Joseph Wolf (1820-1899), constitué de 46 000 références. Il devient l'un des ouvrages de base des ornithologues durant une longue période.
Il entre au British Museum comme assistant-conservateur du département de zoologie en 1831. Il commence par réaliser des catalogues d'insectes. Il publie en 1833 son Entomology of Australia (1833) et participe à la partie entomologique de l'édition en langue anglaise du Règne animal de Georges Cuvier (1769-1832). Il fait paraître Zoology of the Voyage of HMZ Erebus & Terror, Birds of New Zealand de 1846 à 1875 dont la fin de la publication est achevée par Richard Bowdler Sharpe (1847-1909).
Il est avant tout un homme de musée et n'a presque pas d'expérience de terrain.

## Espèces décrites
- Myzomèle noir (1858)